# Detroit Harbor Terminal Building
El Detroit Harbor Terminal Building (es decir, Edificio de la terminal del puerto de Detroit) o Boblo Building es un almacén abandonado de diez pisos en Detroit, la ciudad más poblada del estado de Míchigan. El almacén está ubicado en el río Detroit, río abajo del puente Ambassador entre las calles S. McKinstry y Clark en West Jefferson Avenue.
El 1 de mayo de 1925, Detroit Railway and Harbor Terminals Company emitió 3,75 millones de dólares en bonos para la construcción de un almacén terminal de 48 562 m² e instalaciones relacionadas. La construcción de un edificio de hormigón armado de diez pisos y 83 612 m² fue la más grande de los Grandes Lagos cuando se inauguró el 15 de marzo de 1926. El nuevo edificio fue diseñado por Albert Kahn y su firma.

## Galería

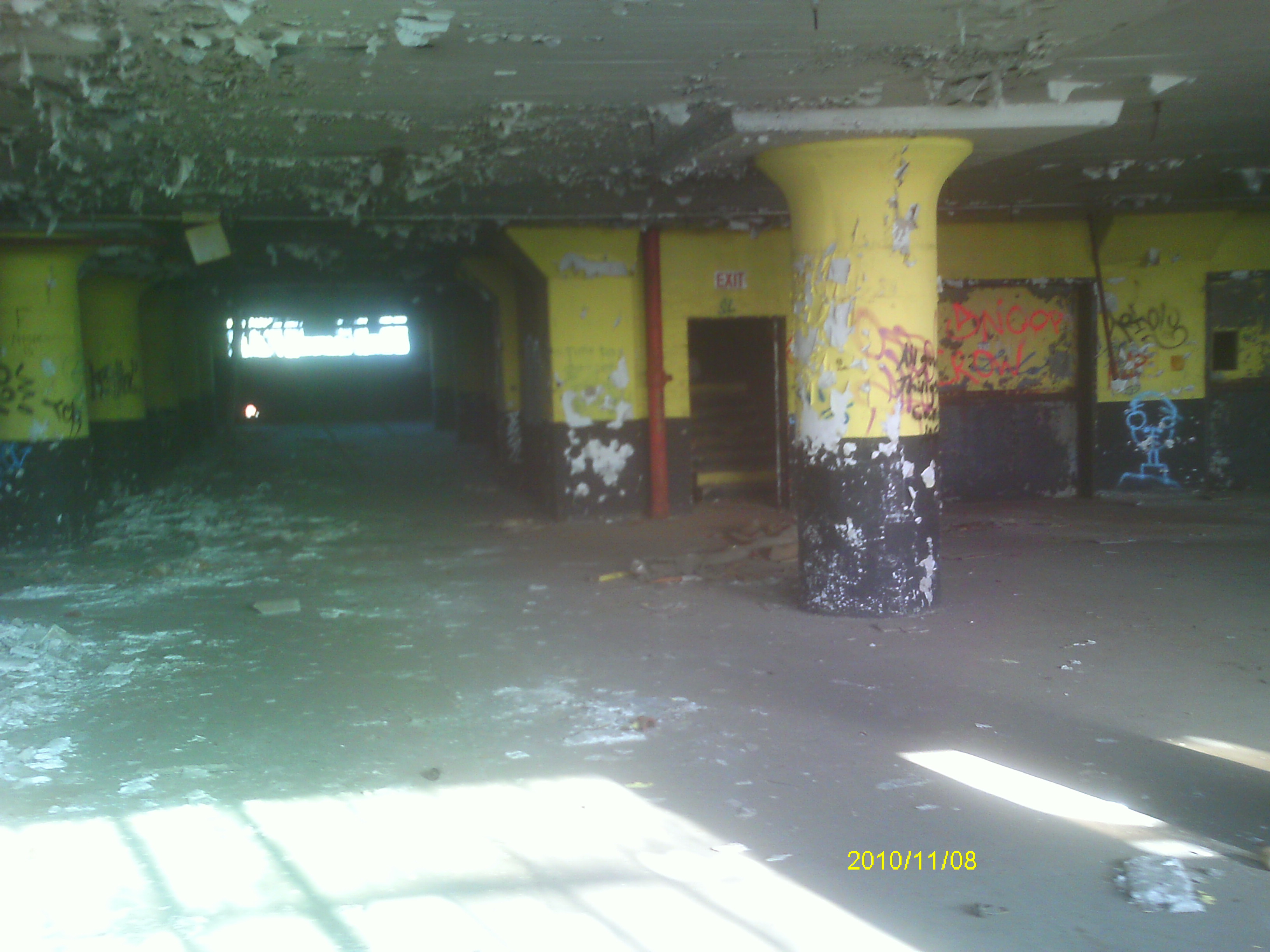
El interior
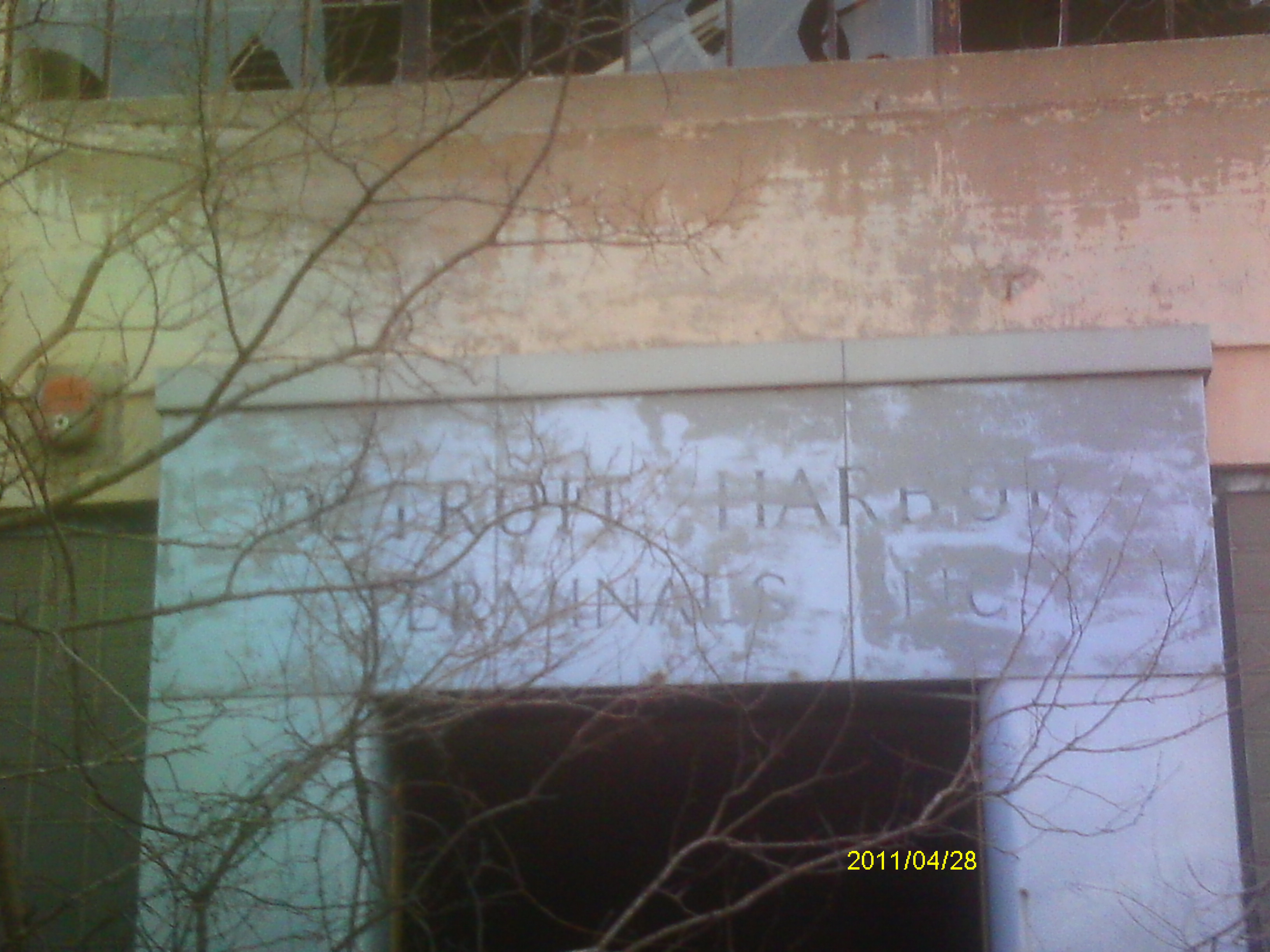
Entrada en Jefferson Ave. W.
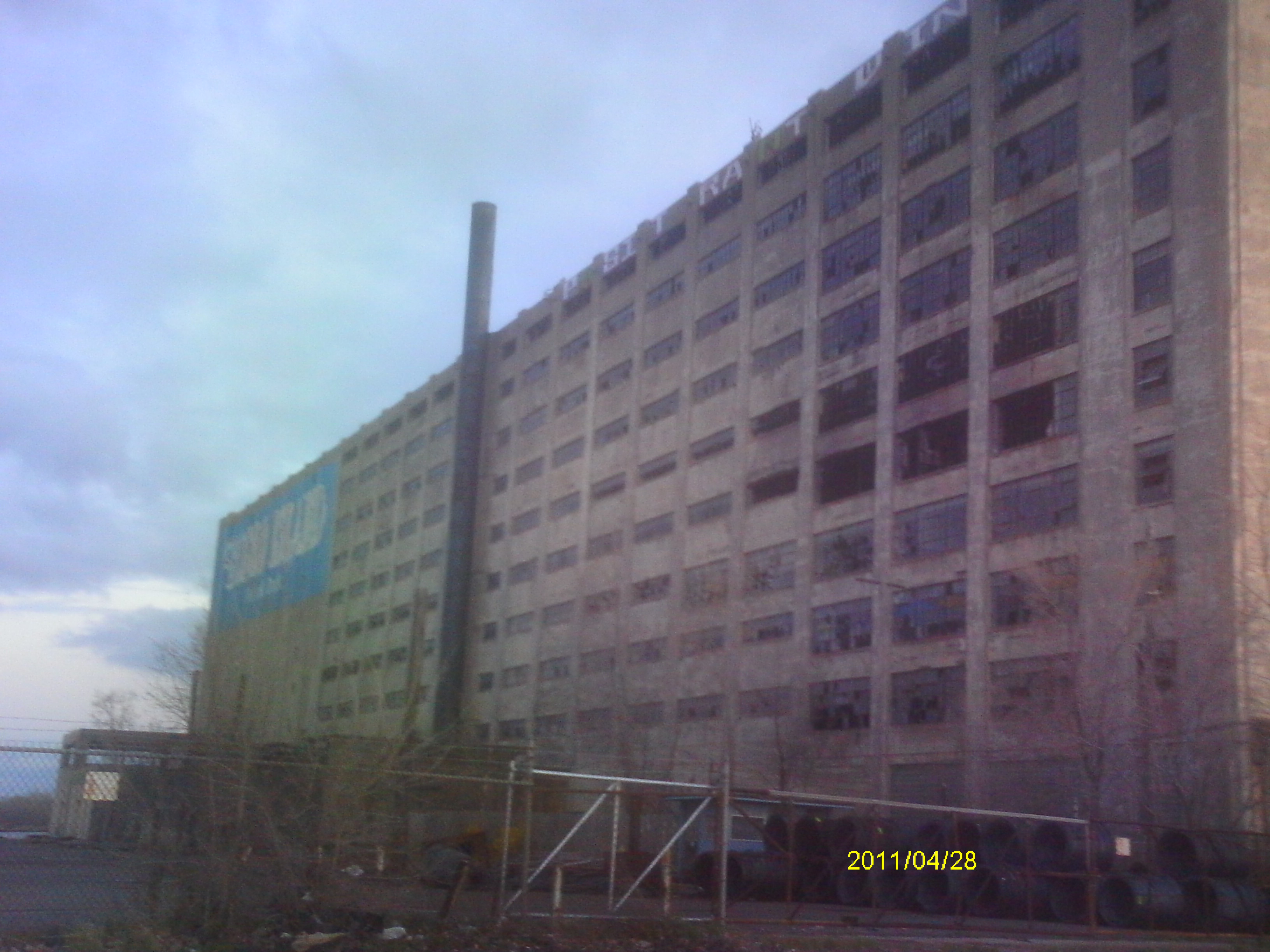
Lado noreste
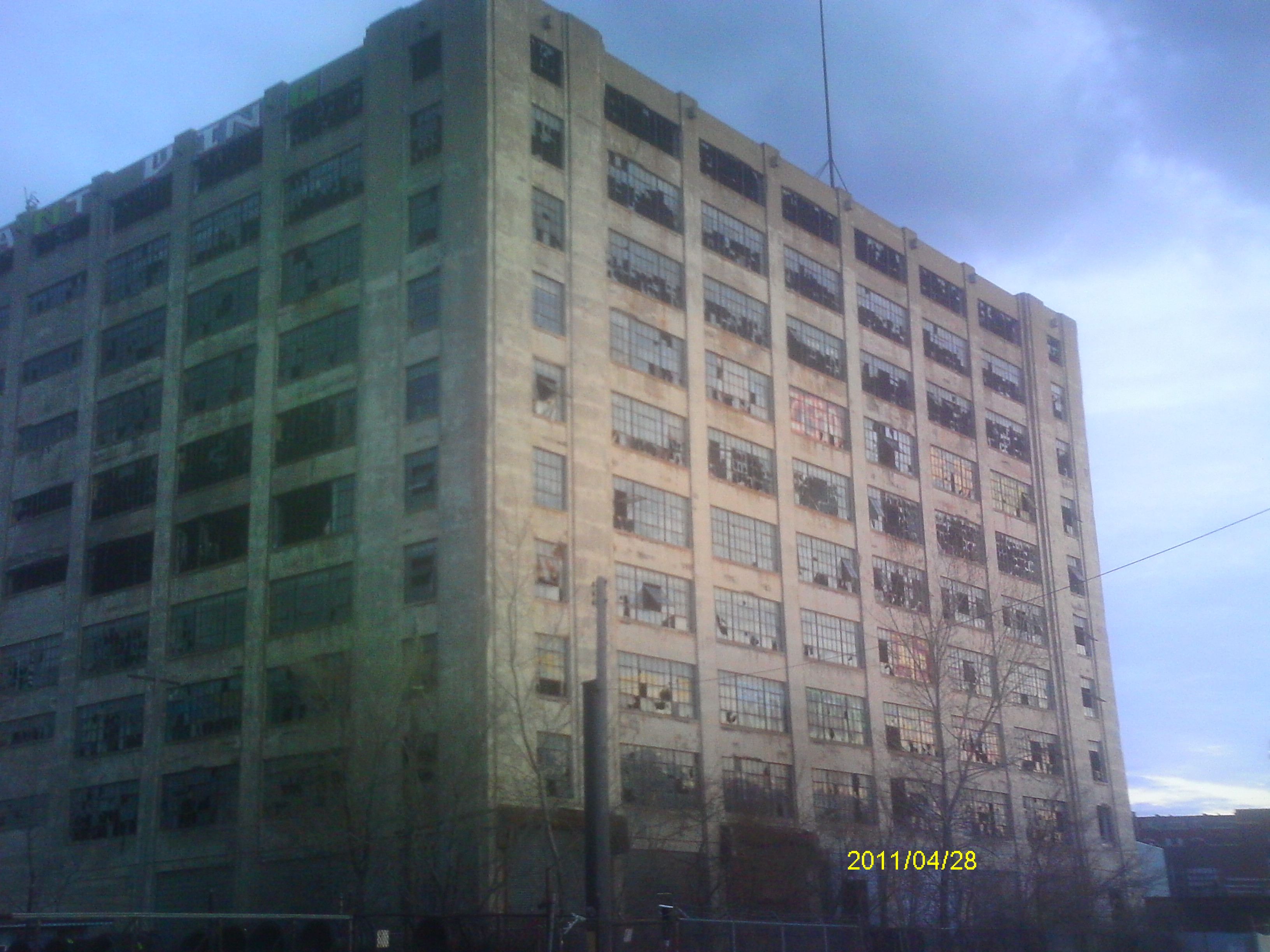
Desde Clark St. y Jefferson Ave. W.